# 22294 Сіммонс
22294 Сіммонс (22294 Simmons) — астероїд головного поясу, відкритий 28 вересня 1989 року.
Тіссеранів параметр щодо Юпітера — 3,574.